# Fridolin Ambongo Besungu
Fridolin Ambongo Besungu (Boto, República Democrática del Congo, 24 de enero de 1960) es un cardenal arzobispo católico, profesor y teólogo congoleño.

## Biografía

### Primeros años y formación
Nació el 24 de enero del año 1960 en la pequeña localidad congoleña de Boto.
Cuando era joven descubrió su vocación religiosa. Se preparó para el sacerdocio estudiando Filosofía en Bwamanda y Teología en el Institut Saint Eugène de Mazenod. También se unió a la Orden de los Hermanos Menores Capuchinos (O. F. M. Cap.), con los que hizo sus votos iniciales en 1981 y su profesión perpetua en 1987.
Más tarde estuvo durante una temporada en Roma para obtener una licenciatura en Teología moral católica por la Academia Pontificia Alfonsiana.

### Sacerdocio
Al terminar su formación eclesiástica, finalmente fue ordenado sacerdote el día 14 de agosto de 1988. Tras su ordenación sacerdotal comenzó a ejercer como párroco en la población de Bobito.
Luego a partir de 1989 pasó a trabajar como profesor en la Universidad Católica del Congo (UCC) situada en Kinsasa y a partir de 1995 pasó a enseñar Teología moral en el Institut Saint Eugène de Mazenod, lugar en el que estudió años atrás.
También durante esa época se desempeñó como Superior Mayor y Viceprovincial en su orden para la viceprovincia congoleña, fue presidente de ASUMA y CONCAU (asociaciones regionales de capuchinos en África) y del comité "Cri du Pauvre" de los capuchinos en Roma.

### Episcopado
El 22 de noviembre de 2004,el papa Juan Pablo II lo nombró obispo de Bokungu-Ikela. Fue consagrado el 6 de marzo de 2005, en la en el atrio de la Catedral de Bokungo, a manos del arzobispo Joseph Kumuondala Mbimba.
Al mismo tiempo, desde el 30 de octubre de 2008 hasta el 9 de agosto de 2015 fue administrador apostólico sede vacante de Kole.
El 5 de marzo de 2016, fue nombrado administrador apostólico sede vacante et ad nutum Sanctae Sedis de Mbandaka-Bikoro, y el 12 de noviembre del mismo año, nombrado arzobispo de la misma sede. Tomó posesión canónica el 11 de diciembre siguiente.
En junio de 2016, fue elegido Vicepresidente de la Conferencia Episcopal de la República Democrática del Congo (CENCO).
El 6 de febrero de 2018, el papa Francisco lo nombró arzobispo coadjutor de Kinsana. El 1 de noviembre del mismo año, aceptada la renuncia de Laurent Monsengwo Pasinya, pasó automáticamente a ser arzobispo de Kinsana. Tomó posesión canónica de la sede el 25 de noviembre siguiente. Ejerció de administrador apostólico sede vacante de Mbandaka-Bikoro hasta el 26 de enero de 2020.
Entre el 23 de noviembre de 2020 y el 6 de agosto de 2022 ejerció de administrador apostólico de la Kisantu.

### Cardenalato
Fue creado cardenal por el papa Francisco en el consistorio celebrado el 5 de octubre de 2019, asignándole el título de San Gabriel Arcángel all’Acqua Traversa.
El 14 de enero de 2020 fue nombrado miembro de la Congregación para los Institutos de Vida Consagrada y las Sociedades de Vida Apostólicas.
El 13 de octubre de 2020 fue nombrado miembro del Consejo de Cardenales para ayudar al Santo Padre en el gobierno de la Iglesia universal y para estudiar un proyecto de revisión de la constitución apostólica Pastor bonus sobre la Curia Romana  ad quinquennium.
El 7 de marzo de 2023 fue confirmado como miembro del Consejo de Cardenales, ad aliud quinquennium .

## Controversias
En abril de 2024, el fiscal general del Tribunal de Casación de Kinshasa ordenó la apertura de una investigación judicial contra Ambongo Besungu. Se lo ha acusado de comentarios sediciosos que constituyen “rumores falsos, incitación a la rebelión de la población y ataques contra vidas humanas”.